# Kholodna hora (métro de Kharkiv)
Kholodna hora (en ukrainien : Холодна гора) est une station de la ligne Kholodnohirsko-Zavodska (L1) du métro de Kharkiv. Elle est située dans la ville de Kharkiv en Ukraine.
Mise en service en 1975, elle est desservie par les rames de la ligne 1. Le service est arrêté ou perturbé depuis l'invasion de l'Ukraine par la Russie en 2022.

## Situation sur le réseau

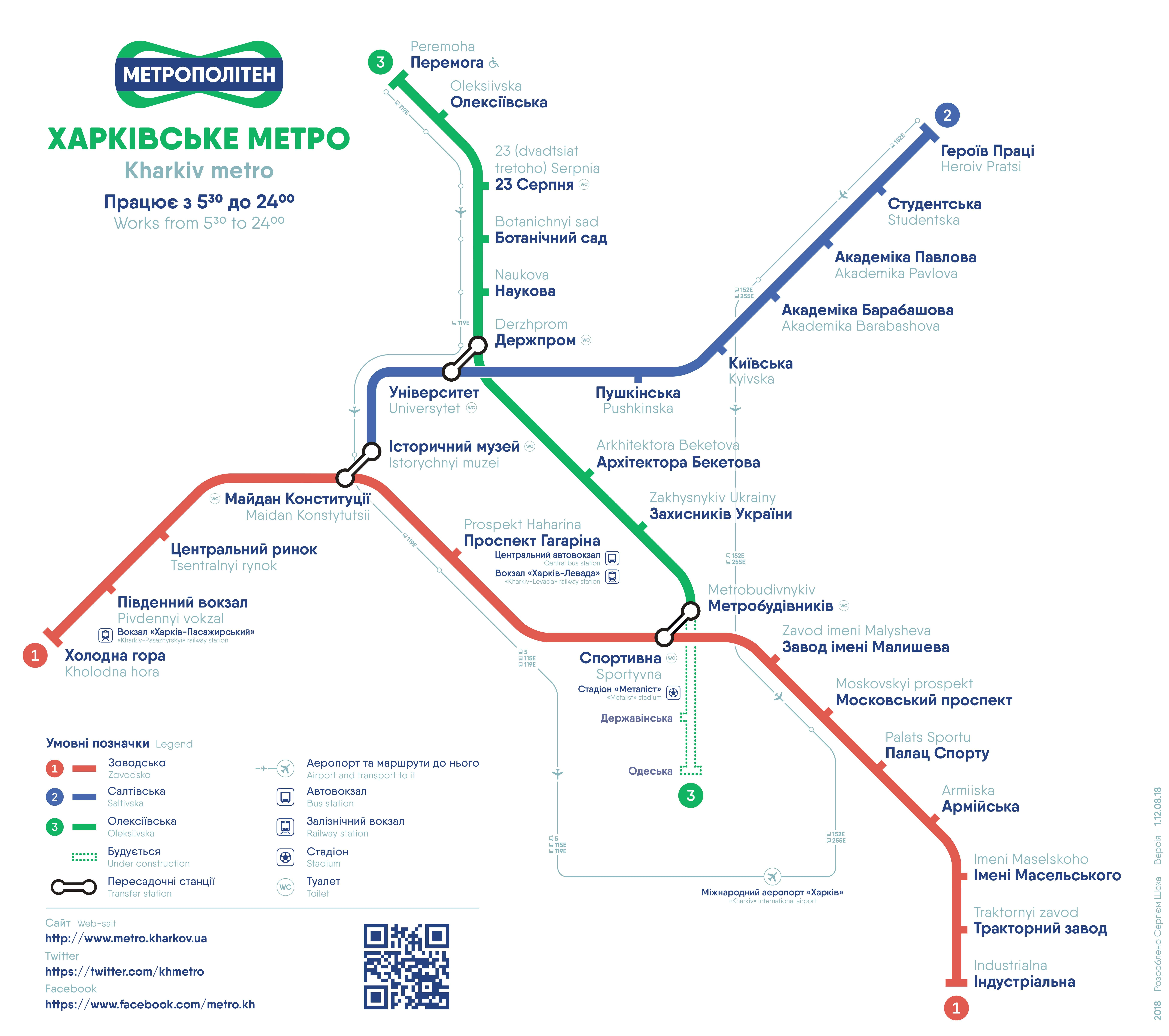
Plan du métro.

Établie en souterrain, la station Kholodna hora, est une station terminus ouest de la ligne Kholodnohirsko-Zavodska (L1) du métro de Kharkiv. Elle est située avant la station Pivdennyi vokzal, en direction du terminus est, Industrialna.
Elle dispose d'un quai central encadré par les deux voies de la ligne.